# Звуковая иллюзия
Звуковая иллюзия — феномен искажённого восприятия звуковых стимулов человеком, вызванного неверной интерпретацией реальных акустических данных. Возникновение обусловлено, включая, но не ограничиваясь, психоакустическими особенностями индивида, такими как предварительные ожидания, уровень внимания и предшествующий опыт восприятия звука, а также физическими характеристиками окружающей среды, акустическими свойствами пространства и интерференцией звуковых волн. В отличие от слуховых иллюзий, звуковые иллюзии не являются галлюцинациями и произведением фантазии, а имеют основание в фактических звуковых сигналах, однако их восприятие подвержено искажениям. Возникают как у психически здоровых индивидов, так и у лиц, страдающих психическими расстройствами, однако в последнем случае они часто имеют более выраженную интенсивность и могут проявляться в форме восприятия несуществующих звуковых источников и могут принимать форму голосов или шёпота.

## Классификация
Звуковые иллюзии можно классифицировать по разным критериям. Один из возможных способов, по типу звукового сигнала, который вызывает иллюзию:
- Тональные иллюзии — восприятие высоты тона, тональности, гармонии или мелодии. Например, звукоряд Шеппарда, парадокс Тритона, missing fundamental, repetition pitch.
- Ритмические иллюзии — восприятие ритма, темпа или метра. Например, Risset beat, полиритмия, группировочная иллюзия.
- Пространственные иллюзии — восприятие направления или расстояния до источника звука. Например, эффект Доплера, эффект прецедентности, эффект Хааса.
- Спектральные иллюзии — восприятие спектра или тембра звука. Например, комбинационные тона, бинауральные тона, эффект Мак-Кормика.

Другой возможный способ, по причинам возникновения иллюзий:
- Физические иллюзии — обусловлены объективными законами физики или особенностями звукового сигнала. Например, биения, комбинационные тона, эффект Доплера.
- Физиологические иллюзии — особенности строения или функционирования слухового аппарата человека. Например, missing fundamental, repetition pitch, бинауральные тона.
- Психологические иллюзии — особенности психической деятельности человека или его культурным контекстом. Например, звукоряд Шеппарда, парадокс Тритона, группировочная иллюзия.

## Примеры
В этом разделе будут подробно описаны некоторые примеры звуковых иллюзий с указанием их типа, механизма возникновения и применения.

## Биения
Биения — ритмические колебания громкости звука, которые возникают при сложении двух близких по частоте звуков. Например, если одновременно воспроизвести два тона с частотами 440 Гц и 442 Гц, то слышно колебание громкости с частотой 2 Гц. Частота биений равна модулю разности частот сложенных тонов.
Физические иллюзии, так как они обусловлены интерференцией звуковых волн. Когда фазы волн совпадают, происходит конструктивное сложение и громкость увеличивается. Когда фазы волн противоположны, происходит деструктивное сложение и громкость уменьшается.
Используются для настройки музыкальных инструментов, измерения частоты звука, создания звуковых эффектов и музыкальных композиций.

## Звукоряд Шеппарда
Звукоряд Шеппарда — последовательность тональных ступеней, которая кажется бесконечно поднимающейся или опускающейся. Это достигается за счёт наложения нескольких октавных копий одного и того же звукоряда с разной громкостью. Когда одна из копий достигает верхнего или нижнего предела слышимости, она постепенно затухает и начинает заново с противоположного предела.
Психологическая иллюзия, так как она обусловлена тенденцией мозга воспринимать последовательность звуков как единый объект, а не как набор отдельных тонов. Мозг стремится сохранить восприятие высоты тона при изменении громкости и игнорирует октавные сдвиги.
Используется для демонстрации иллюзии, изучения механизмов восприятия высоты тона, создания звуковых эффектов и музыкальных композиций.

## Парадокс Тритона
Парадокс Тритона — эффект, при котором один и тот же интервал (тритон) может восприниматься как повышенный или пониженный в зависимости от контекста. Например, если после тона До воспроизвести тон Фа-диез, то интервал будет звучать как повышенный тритон. Но если после тона До воспроизвести тон Соль-бемоль, то интервал будет звучать как пониженный тритон.
Психологическая иллюзия, так как он обусловлен культурным контекстом и обучением слушателя. В разных музыкальных системах один и тот же интервал может иметь разное значение и функцию. В западной музыке тритон считается диссонансным и неустойчивым интервалом, который требует разрешения в консонансный аккорд.

## Risset Beat
Risset Beat — эффект, при котором слышится постоянно ускоряющийся или замедляющийся ритм. Это достигается за счёт изменения частоты и громкости отдельных ударов. Когда один из ударов достигает верхнего или нижнего предела слышимости, он постепенно затухает и начинает заново с противоположного предела.
Психологическая иллюзия, так как он обусловлен тенденцией мозга воспринимать последовательность звуков как единый объект, а не как набор отдельных ударов. Мозг стремится сохранить восприятие ритма при изменении частоты и громкости и игнорирует переходы между пределами слышимости.
Используется для демонстрации иллюзии, изучения механизмов восприятия ритма, создания звуковых эффектов и музыкальных композиций.

## Комбинационные тона
Комбинационные тона — дополнительные тона, которые возникают в результате сложения двух или более сильных звуков разной частоты. Например, если одновременно воспроизвести два тона с частотами 1000 Гц и 1200 Гц, то слышны комбинационные тона с частотами 200 Гц (разность частот) и 2200 Гц (сумма частот).
Физическая и физиологическая иллюзия, так как они обусловлены интерференцией звуковых волн и нелинейностью слухового аппарата человека. Когда две звуковые волны пересекаются, они создают новую волну с частотой, равной сумме или разности частот исходных волн. Эта волна может быть усилена или ослаблена в зависимости от характеристик слухового аппарата.
Используются для измерения частоты звука, создания звуковых эффектов и музыкальных композиций.

## Missing Fundamental
Missing Fundamental — эффект, при котором слышится основной тон (низшая частота) комплексного звука, даже если он физически отсутствует. Это объясняется тем, что мозг восстанавливает основной тон по наличию его гармоник (кратных частот).
Физиологическая и психологическая иллюзия, так как он обусловлен особенностями функционирования слухового аппарата человека и его способностью к анализу и синтезу звука. Слуховой аппарат человека может распознавать периодичность звукового сигнала и определять его основную частоту, даже если она не присутствует в спектре. Это позволяет человеку слышать низкие тона, которые не могут быть воспроизведены некоторыми источниками звука.
Используется для создания звуковых эффектов и музыкальных композиций.

## Repetition Pitch
Repetition Pitch — эффект, при котором слышится определённая высота тона при быстром повторении шума. Это объясняется тем, что мозг интерпретирует частоту повторения шума как частоту тона.
Физиологическая и психологическая иллюзия, так как он обусловлен особенностями функционирования слухового аппарата человека и его способностью к анализу и синтезу звука. Слуховой аппарат человека может реагировать на быстрые изменения громкости звука так же, как на постоянный тон. Это позволяет человеку слышать высокие тона, которые не могут быть воспроизведены некоторыми источниками звука.
Используется для создания звуковых эффектов и музыкальных композиций.

## Механизмы возникновения
Звуковые иллюзии возникают в результате взаимодействия различных факторов, связанных с физическими свойствами звукового сигнала, строением и функционированием слухового аппарата человека, психической деятельностью человека и его культурным контекстом.
Физические свойства звукового сигнала включают в себя такие параметры, как частота, громкость, спектр, фаза, длительность, ритм, тональность и пространственное распределение. Эти параметры определяют характеристики звуковых волн, которые распространяются в среде и воздействуют на слуховой аппарат человека.
Строение и функционирование слухового аппарата человека включает в себя такие элементы, как ушная раковина, наружный слуховой проход, барабанная перепонка, слуховые косточки, улитка, слуховой нерв и слуховая кора. Эти элементы обеспечивают преобразование звуковых волн в нервные импульсы и передачу их в мозг.
Психическая деятельность человека включает в себя такие процессы, как анализ, синтез, распознавание, интерпретация, запоминание и воспроизведение звуковой информации. Эти процессы зависят от индивидуальных особенностей человека, его опыта, обучения, ожиданий, мотивации и эмоций.
Культурный контекст человека включает в себя такие аспекты, как нормы, правила, символы, образы и знаки, которые определяют способы восприятия и понимания звукового мира человека. Например, в разных культурах могут существовать разные системы музыкальных ладов, ритмов, интонаций и жанров, которые отражают особенности мышления и чувствования людей.

## Применение
В науке, звуковые иллюзии используются для изучения механизмов слухового восприятия, памяти, внимания, обучения и творчества. В искусстве, звуковые иллюзии используются для создания оригинальных звуковых эффектов и музыкальных композиций. В технике звуковые иллюзии используются для разработки устройств и программ для записи, воспроизведения, обработки и анализа звука. В повседневной жизни звуковые иллюзии используются для развлечения, обучения, релаксации и терапии.